# 田中英
田中 英（たなか えい、1888年（明治21年）10月10日 - 没年不詳）は、日本の内務官僚。

## 経歴
神奈川県中郡金田村（現在の平塚市）出身。1913年（大正2年）に東京帝国大学法科大学政治科を卒業し、高等文官試験に合格した。長野県下水内郡長、同更級郡長、長野県理事官、茨城県理事官、茨城県書記官、同視学官、山口県書記官・学務部長、京都府書記官・学務部長を経て、1930年（昭和5年）に福井県書記官・内務部長に就任した。
1931年（昭和6年）に退官した後は、1934年（昭和9年）に京都市理事・教育部長になったほか、1936年（昭和11年）から1940年（昭和15年）まで尼崎市助役を務めた。